# جاك السفاح
جاك السفاح (بالإنجليزية: Jack the Ripper) هو الاسم الأشهر الذي أطلق على قاتل متسلسل مجهول الهوية كان نشطاً في المناطق الفقيرة جداً في منطقة وايت تشابل وحولها في لندن عام 1888، وقد نشأ هذا الاسم من رسالة كتبها شخص يدعي أنه القاتل، ونُشرت الرسالة في وسائل الإعلام، ولكن يُعتقد بقوة أن هذه الرسالة كانت مجرد خدعة، وربما يكون الذي كتبها هو أحد الصحفيين في محاولة متعمدة لزيادة الاهتمام بالقصة، كما عُرف القاتل في ملفات القضية والتقارير الصحفية باسم «قاتل وايت تشابل» و«ذو المئزر الجلدي».
شملت الجرائم المنسوبة إلى جاك السفاح مومسات كنَّ يعشن ويعملن في الأحياء الفقيرة من لندن، وقد قُطِّعت حناجرهن قبل القيام بتشويه بطونهن، ودلت طريقة إزالة الأعضاء الداخلية من ثلاث ضحايا على الأقل على أن القاتل كان يمتلك معرفة تشريحية أو جراحية. وقد ظهرت شائعات كثيرة تزعُم أن الجرائم كانت متصلة ببعضها البعض، وكثرت الشائعات في سبتمبر وأكتوبر سنة 1888، وهناك عدة رسائل أُرسلت إلى وسائل الإعلام وجهاز شرطة لندن سكوتلاند يارد من كاتب أو أكثر يزعم فيها أنه القاتل، وهناك رسالة أُطلق عليها اسم «من الجحيم» (بالإنجليزية: "From Hell") تلقاها جورج لسك أحد أفراد لجنة أمن وايت تشابل، تضمنت نصف كلية بشرية محفوظة، وقد افتُرض أنها من أحد الضحايا. وبسبب الطابع الوحشي الفريد للجرائم، وبسبب طريقة تعامل وسائل الإعلام مع الأحداث، صارت العامة تعتقد بوجود قاتل متسلسل واحد يعرف باسم «جاك السفاح».
إن تغطية الصحف الواسعة للقضية أعطت للسفاح شهرة دولية ومستمرة، أما التحقيق في سلسلة جرائم قتل وايت تشابل الوحشية، والتي استمرت حتى سنة 1891، فإنه لم يتمكن من ربط عمليات القتل كلها بشكل قاطع مع الجرائم التي وقعت سنة 1888، ولكن أسطورة جاك السفاح ترسخت وقويت. ولأن هذه القضية لم تُحَلَّ قط، أصبحت الأساطير المتعلقة بها أبحاثاً تاريخيةً وتراثاً شعبياً، وقد استُحدث مصطلح "ripperology" أو «علم السّفح» لوصف قضايا جاك السفاح ودراستها وتحليلها، وهناك الآن أكثر من مئة نظرية حول هوية السفاح، وقد ألهمت جرائم القتل هذه أعمالاً خيالية عديدة.

## الخلفية التاريخية
شهدت إنجلترا في منتصف القرن التاسع عشر تدفق المهاجرين الأيرلنديين، مما أدى إلى تضخم عدد سكان المدن الكبرى في إنجلترا، بما في ذلك الطرف الشرقي من لندن، وفي عام 1882، بدأ اللاجئون اليهود بالهجرة هرباً من المجازر في روسيا القيصرية وغيرها من مناطق أوروبا الشرقية إلى المنطقة نفسها، وأصبحت دائرة الأحوال المدنية في وايت تشابل في الطرف الشرقي من لندن مكتظة بشكل كبير بالسكان، فساءت ظروف العمل والسكن، وازدادت نسبة الفقر، وتراجع الاقتصاد بشكل كبير، كما شاعت السرقة والعنف والإدمان على الكحول، ودفعَ الفقر المدقع العديد من النساء إلى أعمال الدعارة، ففي أكتوبر من عام 1888، قدَّرت شرطة العاصمة أن هناك 62 بيت دعارة و 1,200 امرأة يعملن في البغاء في وايت تشابل. كما رافقت المشاكلَ الاقتصادية زيادةٌ مطَّردةٌ في التوترات الاجتماعية، فقد قامت عدة مظاهرات في الفترة ما بين عامي 1886 و 1889، منها مظاهرة الأحد الدموي (بالإنجليزية: Bloody Sunday) التي وقعت في 13 نوفمبر 1887، وقد أدت هذه المظاهرات إلى تدخل الشرطة وحدوث المزيد من الاضطرابات العامة وأعمال الشغب. وبسبب معاداة السامية، والجريمة، ومعاداة المهاجرين، والعنصرية، والاضطرابات الاجتماعية، والحرمان الشديد، صار الرأي العام والتصور الشعبي عن وايت تشابل أنها وكر للفساد والانحراف والبعد عن الأخلاق، وفي عام 1888، عُزِّزت هذه التصورات عندما وقعت سلسلة من جرائم القتل الوحشية البشعة ونُسبت إلى «جاك السفاح» وحظيت بتغطية لم يسبق لها مثيل من وسائل الإعلام.

## جرائم القتل

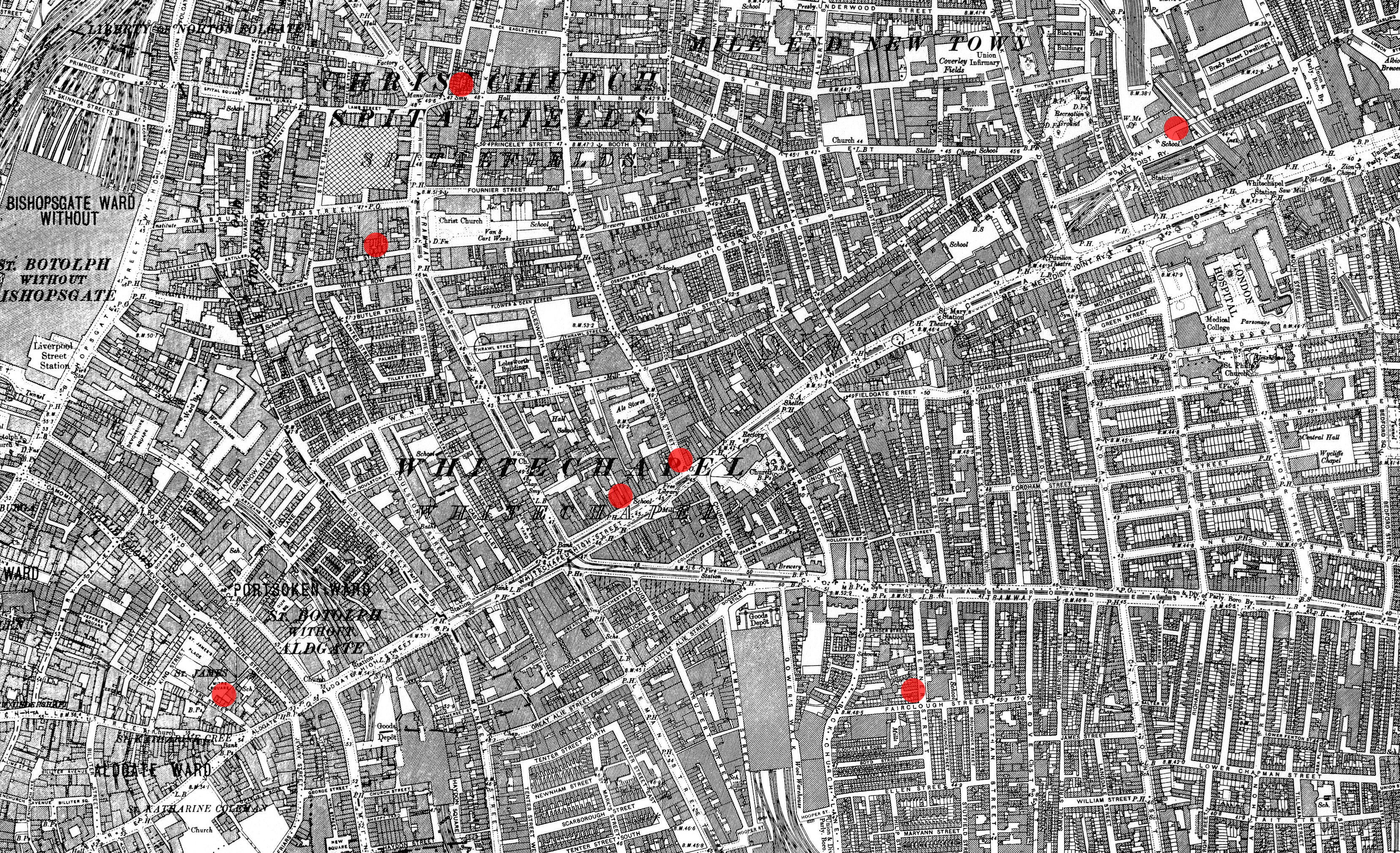
مواقع جرائم قتل وايت تشابل السبعة الأولى - شارع أوسبورن (وسط اليمين)، جورج يارد (وسط اليسار)، شارع هانبوري (الأعلى)، طريق باك (أقصى اليمين)، شارع بيرنر (أسفل اليمين)، ساحة ميتري (أسفل اليسار)، شارع دورست (يسار الوسط)

لا يُعرف يقيناً عدد الضحايا الذين قام بقتلهم شخص واحد، وذلك بسبب العدد الكبير من الجرائم التي تعرضت لها النساء في الطرف الشرقي من لندن في هذه الفترة، وقد سجلت تحقيقات شرطة العاصمة إحدى عشرة جريمة قتل منفصلة، ابتداءً من 3 أبريل 1888 وحتى 13 فبراير 1891، وقد عُرفت هذه الجرائم في أجندة الشرطة باسم «جرائم قتل وايت تشابل». اختَلفت الآراء فيما إذا كان ينبغي ربط هذه الجرائم المختلفة بمذنب واحد أم لا، إلا أن خمسة جرائم من هذه الجرائم الإحدى عشر، وهي معروفة باسم «الخمسة الكنسية»، يُعتقد اعتقاداً قوياً أنها من عمل جاك السفاح. وقد أشار معظم الخبراء إلى أن وجود جروح عميقة في الحلق، وتشويهات في الأعضاء التناسلية والبطن، وإزالة الأعضاء الداخلية، وتشويه الوجه هي سمات مميِّزة لجاك السفاح. أول جريمتين من جرائم قتل وايت تشابل، وهما جريمتي إيما إليزابيث سميث ومارثا تابرام، ليستا مدرجتين ضمن الخمسة الكنسية.
سُرقت سميث واعتُدي عليها جنسياً في شارع أوزبورن بوايت تشابل، وذلك في 3 أبريل 1888، وقد أُدخلت آلة حادة في مهبلها، مما أدى إلى تمزق صفاقها وهو الغشاء البطني، وأصيبت بالتهاب الصفاق وتوفيت في اليوم التالي في مستشفى لندن، وقد قالت إنها تعرضت للاعتداء على يد اثنين أو ثلاثة رجال، واحد منهم كان في سن المراهقة. قامت الصحافة بربط هذا الاعتداء بالاعتداءات اللاحقة، ولكن معظم المؤلفين استنتجوا أن هذا الاعتداء كان من عنف العصابات ولا علاقة له بقضية جاك السفاح.
أما تابرام فقد قُتلت في 7 أغسطس 1888، بعد أن عانت من 39 طعنة، وبسبب وحشية جريمة القتل هذه، وعدم وجود دافع واضح لها، وقربها من الموقع (جورج يارد، وايت تشابل) والتاريخ لجرائم قتل جاك السفاح اللاحقة، فقد قامت الشرطة بربطها معها، إلا أن هذه الجريمة تختلف عن الخمسة الكنسية، ذلك أن تابرام قد طُعنت طعناً ولم تُجرح في الحلق والبطن، والعديد من الخبراء اليوم لا يربطون هذه الجريمة مع الجرائم اللاحقة بسبب الاختلاف في أسلوب الجرح.

### الخمسة الكنسية
ضحايا جاك السفاح المعروفات باسم الخمسة الكنسية (بالإنجليزية: Canonical five) هن: ماري آن نيكولز، وآني تشابمان، وإليزابيث سترايد، وكاثرين إيدوس، وماري جين كيلي.
عُثر على جثة نيكولز في حوالي الساعة 3:40 صباحاً يوم الجمعة 31 أغسطس 1888 في طريق باك (شارع دُرْوارد الآن) في وايت تشابل، وكان حلقها مقطوعاً بجرحين عميقين، وكان الجزء السفلي من بطنها ممزقاً ومجروحاً جرحاً عميقاً خشناً، كما كانت هناك عدة جروح أخرى في بطنها جُرحت بها باستخدام السكين نفسه.
أما تشابمان فقد عثر على جثتها في حوالي الساعة 6:00 صباحاً يوم السبت 8 سبتمبر 1888، قرب مدخل في الفناء الخلفي من شارع هانبيري 29 في سبيتالفيلدز، وكما في حالة ماري آن نيكولز، كان حلقها مقطوعاً بجرحين عميقين، وبطنها كان مفتوحاً بالكامل، وقد تبين فيما بعد أن رحمها كان قد أزيل. وعند إجراء التحقيق، قال أحد الشهود أنه رأى تشابمان في حوالي الساعة 5:30 صباحاً مع رجل شعره أسود ومظهره «رث مرموق».
وأما سترايد وإيدوس فقد قتلتا في الصباح الباكر من يوم الأحد 30 سبتمبر 1888، وعُثر على جثة سترايد في حوالي الساعة 1:00 صباحاً في ساحة دوتفيلد الواقعة قبالة شارع بيرنر (شارع هنريك الآن) في وايت تشابل. أما سبب الوفاة فقد كان جرحاً واحداً واضحاً، قُطعَ به الشريان الرئيسي الموجود في الجانب الأيسر من الرقبة، ولكن لم يُعرف يقيناً سبب غياب الجروح من بطن سترايد، وما إذا كان ينبغي أن تُنسب جريمة قتل سترايد إلى جاك السفاح، وما إذا كان قد قوطع خلال تنفيذه للجريمة فلم يقم بشق تلك الجروح كعادته. أما الشهود الذين ظنوا أنهم رأوا سترايد مع رجل في وقت سابق من تلك الليلة فقد قدّموا أوصافاً مختلفة؛ فقد قال بعضهم أن رفيقها كان حسن المظهر، وقال بعضهم الآخر أنه كان داكن البشرة، وقال بعضهم أنه كان يرتدي ملابس رثة، وقال بعضهم أنه كان أنيقاً حسن اللباس.
أما جثة إيدوس فقد عُثر عليها في ساحة ميتري في مدينة لندن، بعد ثلاثة أرباع الساعة من سترايد، وكان حلقها مقطوعاً، وكان بطنها مفتوحاً بجرح طويل عميق خشن، وكانت كليتها اليسرى وجزء كبير من رحمها قد أزيلا. وقد مر رجل محلي، واسمه جوزيف ليويند، عبر تلك الساحة مع اثنين من أصدقائه قبل الجريمة بوقت قصير، وقال إنه رأى رجلاً حسنَ الشَّعر رث المظهر مع امرأة قد تكون إيدوس، إلا أن أصدقائه لم يتمكنوا من التأكيد على أوصافه. وقد أُطلق على جريمتي قتل إيدوس وسترايد فيما بعد اسم «الحدث المزدوج»، وعُثر على جزء من مئزر إيدوس مغطى بالدماء عند مدخل مسكن في شارع جولستون في وايت تشابل، وكانت هناك كتابة على الجدار فوق قطعة المئزر تلك، والتي أصبحت تعرف باسم كتابة شارع جولستون (بالإنجليزية: Goulston Street graffito)، ويمكن اعتبارها دليلاً على تورط يهودي أو مجموعة من اليهود، ولكن لم يتضح ما إذا كان القاتل هو الذي كتبها عندما ألقى تلك القطعة من المئزر، أم أنها مجرد صدفة، وقد خشي مفوض الشرطة تشارلز وارن من أن الكتابة قد تثير أعمال شغب معادية للسامية، فأمر بمسحها قبل الفجر.

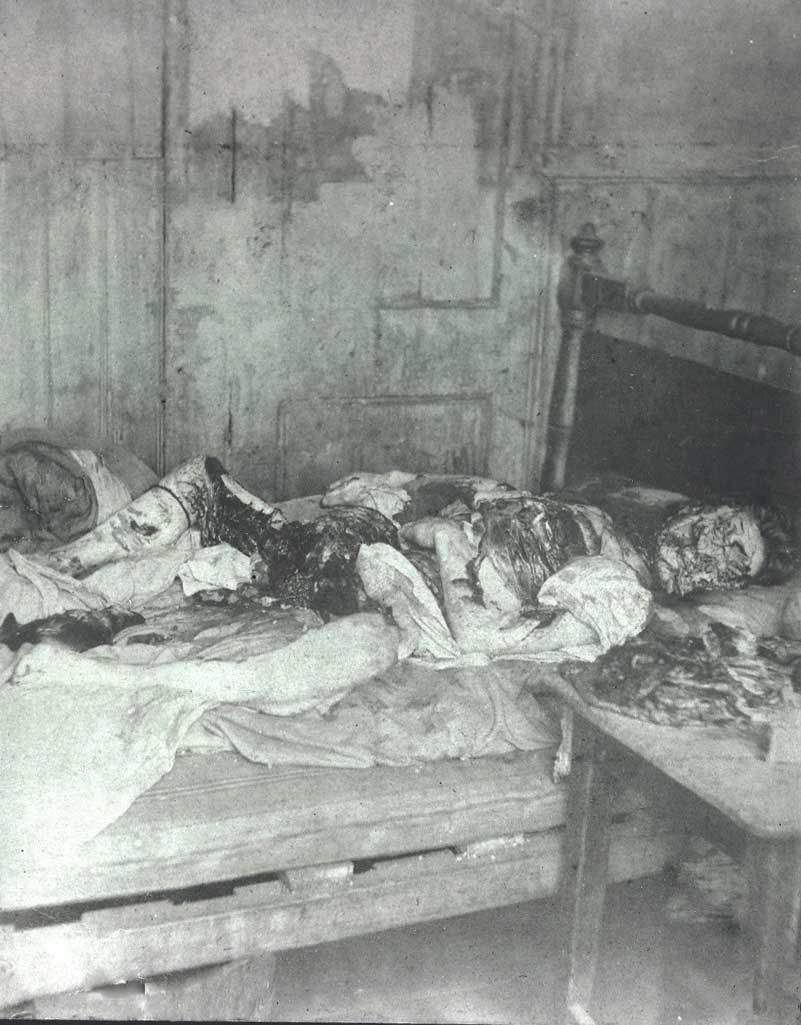
صورة الشرطة الرسمية لموقع جريمة قتل ماري كيلي في منطقة ميلرز كورت 13

عُثر على جثة كيلي مشوهةً تشويهاً شنيعاً وملقاة على السرير في الغرفة التي كانت تعيش فيها في منطقة ميلرز كورت 13، قبالة شارع دورست في سبيتالفيلدز، وذلك في الساعة 10:45 صباحاً في يوم الجمعة 9 نوفمبر 1888، وكان حلقها قد قُطع وصولاً إلى العمود الفقري، وفُرغ بطنها من أعضائه كلها تقريباً، كما أن قلبها كان مفقوداً.
كانت الجرائم الخمسة الكنسية تُرتكب في الليل، خلال عطلة نهاية الأسبوع أو قريباً منها، وإما في نهاية شهر أو أسبوع أو نحو ذلك، وكانت التشويهات تشتد وتتضاعف كلما استمرت جرائم القتل، باستثناء جريمة قتل سترايد، والتي يُتوقع أن قاتلها كان قد قوطع أثناء تنفيذه الجريمة. لم تفقد نيكولز أي عضو من أعضائها، أما تشابمان فقد أُخذ رحمها، وأما إيدوس فقد أُزيل رحمها وكليتها وشُوِّه وجهها، وأما كيلي فقد انتُزعت أحشاءها من جسدها وقُطِّع وجهها إرباً، مع أن قلبها فقط كان مفقوداً من مسرح الجريمة.
إن الاعتقاد التاريخي بأن الجرائم الخمسة الكنسية قد ارتكبها رجل واحد يتوافق مع الوثائق المعاصرة للجرائم، والتي تربط تلك الجرائم ببعضها البعض دون غيرها. ففي عام 1894، قام السير ميلفيل مكناغتن مساعد رئيس الشرطة في شرطة العاصمة ورئيس قسم التحقيقات الجنائية (CID) بكتابة تقرير جاء فيه: «قاتل وايت تشابل قام بقتل 5 ضحايا، 5 ضحايا فقط»، كما رُبطت ضحايا الجرائم الخمسة ببعضها في رسالة خطية كتبها جراح الشرطة توماس بوند إلى روبرت أندرسون رئيس قسم التحقيقات الجنائية (CID) بلندن، وذلك في 10 نوفمبر 1888. وقد أشار بعض الباحثين أنه في حين أن بعض جرائم القتل كانت بلا شك من عمل قاتل واحد، فإن هناك عدد أكبر من القتلة المستقلين تقع عليهم مسؤولية الجرائم الأخرى، وقد أشار المؤلفان ستيوارت ب.إيفانز ودونالد رمبلو بأن الخمسة الكنسية ليست إلا أسطورة، وأنه في حين أن ثلاث حالات (نيكولز وتشابمان وإيدوس) يمكن ربطها معاً بشكل قطعي، فإن اليقين يقل في حالتي سترايد وكيلي، إلا أن البعض قد افترضوا أن جرائم القتل الستة بين تابرام وكيلي كانت من عمل قاتل واحد. وأما الدكتور بيرسي كلارك، مساعد الطبيب الشرعي جورج باغستر فيليبس، فقد ربط ثلاث جرائم فقط ببعضها، واعتقد أن الجرائم الأخرى قام بارتكابها «فرد أو أفراد ضعاف العقول... حاولوا محاكاة الجريمة». وينبغي الذكر أن السير ميلفيل مكناغتن لم ينضم إلى الشرطة إلا بعد عام من جرائم القتل، وقد احتوت مذكرته على أخطاء واقعية خطيرة فيما يتعلق بالأشخاص المشتبه بهم.

### جرائم وايت تشابل اللاحقة
اعتُبرت كيلي الضحية الأخيرة لجاك السفاح، وافتُرض أن الجرائم قد انتهت بسبب وفاة المتهم أو سجنه أو ضبطه ووضعه بمؤسسة أو هجرته، إلا أن ملف جرائم قتل وايت تشابل قد ذكر أربع جرائم قتل أخرى وقعت بعد الخمسة الكنسية، وهي: جريمة روز مايليت، وأليس ماكنزي، وجثة شارع بينشين، وفرانسيس كولز.
عُثر على مايليت مخنوقة في ساحة كلارك بشارع هاي في منطقة بوبلر بمدينة لندن، وذلك في 20 ديسمبر 1888، ولأنه لم يكن هناك أي علامة على وجود صراع أو قتال، فإن الشرطة افترضت أنها قد اختنقت من تلقاء نفسها وهي في حالة ثمالة، أو أنها قد انتحرت انتحاراً، إلا أن هيئة المحلفين قد حكمت بأن تلك كانت جريمة قتل.
قُتلت ماكنزي في 17 يوليو 1889 بوساطة قطع شريانها السباتي الأيسر، كما عُثر على عدة كدمات طفيفة وجروح في جسدها، وعُثر على جثتها في زقاق كاسل بوايت تشابل. اعتقد أحد الأطباء الشرعيين، وهو توماس بوند، أن هذه الجريمة من عمل جاك السفاح، وقد خالفه في ذلك طبيب شرعي آخر، وهو جورج باغستر فيليبس، الذي قام بمعاينة جثث ثلاث ضحايا من الضحايا السابقة، كما انقسم الكُتاب بعد ذلك إلى قسمين: قِسم يعتقدون أن القاتل قام بتقليد أسلوب جاك السفاح في القتل من أجل صرف الشكوك عن نفسه، وقِسم نَسب الجريمة إلى جاك السفاح.
وأما جثة شارع بينشين فقد كانت جذعاً بلا رأس ولا أرجل من امرأة مجهولة، وقد وُجدت تحت قوس سكة حديدية في شارع بينشين بوايت تشابل، وذلك في 10 سبتمبر 1889، ويبدو من المحتمل أن الجريمة كانت قد ارتُكبت في مكان آخر، ثم نُثرت تلك الأجزاء من الجسم المقطع للتخلص منها.
قُتلت كولز في 13 فبراير 1891 تحت قوس سكة حديدية في حدائق سوالو بوايت تشابل، وقد قُطع حلقها ولكن جسدها لم يُشوَّه، وقد شوهد رجل اسمه جيمس توماس سادلر معها بوقت سابق، وقامت الشرطة باعتقاله بتهمة قتلها، وكان يُعتقد لفترة وجيزة أنه جاك السفاح، إلا أن المحكمة قامت بإطلاق سراحه لعدم توفر الأدلة الكافية، وذلك في 3 مارس 1891.

### ضحايا مزعومون آخرون
نَسب بعضُ المعلقين إلى جاك السفاح جرائمَ أخرى غير جرائم قتل وايت تشابل الإحدى عشرة. وهناك قضية واحدة أطلق عليها اسم «الجنّيّة»، لم يتضح ما إذا كانت حقيقية أو ملفقة، أما اسم «الجنية» هذا فقد كان اسماً مستعاراً أطلق على ضحية يُزعم العثور عليها في 26 ديسمبر 1887 «بعد أن طُعنت بوتد في بطنها»، إلا أنه لا توجد جريمة قتل مُسجّلة في وايت تشابل في فترة الكريسماس من عام 1887. يمكن أن تكون قضية «الجنية» من إنشاء تقرير صحفي خلط ما بين تفاصيل جريمة قتل إيما إليزابيث سميث مع جريمة أخرى، ويتفق معظم الكُتاب أن قضية «الجنية» ليس لها وجود أبداً.

## المشتبه بهم

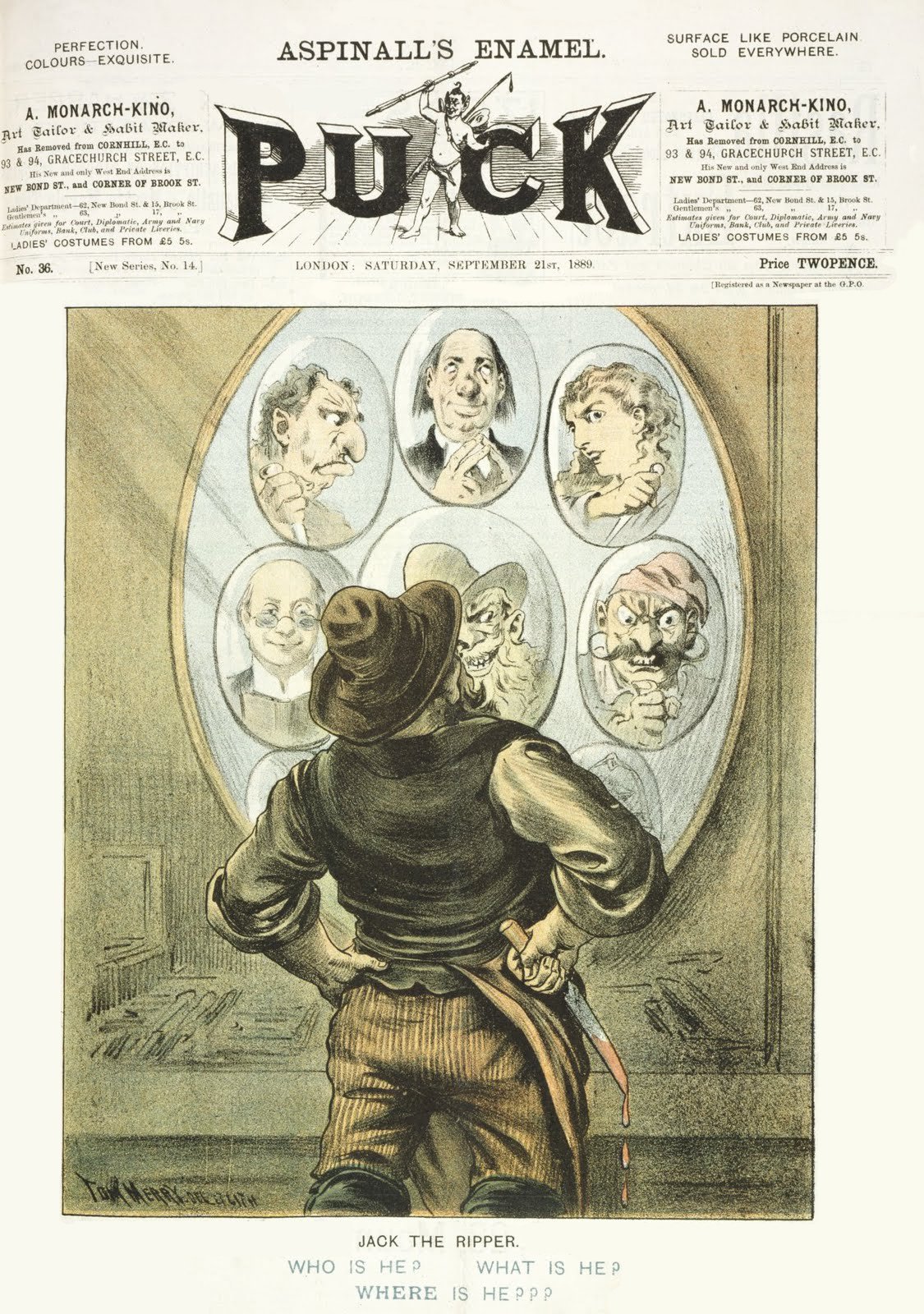
"تكهنات حول هوية جاك السفاح": غطاء "مجلة بَك" في 21 سبتمبر 1889.

بما إن جرائم القتل كانت تكثر في عطلة نهاية الأسبوع والعطلات الرسمية، وتنتشر في بضعة شوارع قريبة من بعضها البعض، لقد إعتقد الكثيرون إن السفاح كان موظفًا في وظيفة منتظمة، وأنه كان من سكان المنطقة المحليين. ويعتقد آخرون أن القاتل كان رجلاً مثقفًا من الطبقة العليا، وربما كان طبيب تشريح بسبب طريقه قتل ضحاياه التي تدل على علم الطب والتشريح بسبب طريقته بقتلهم والتي هي عباره عن قطع بطن الضحيه وتشريحها وازاله الاعضاء الداخليه او قطع عنقهم بطريقه احترافيه، أو أرستقراطيًا بسبب إنه كان يأتي إلى وايت تشابل من منطقة أكثر رقياً. وبسبب هذه النظريات تكونت بعض المفاهيم الثقافية، مثل الخوف من مهنة الطب، وعدم الثقة في العلم الحديث، وإستغلال الأغنياء للفقراء.
وقد شملت قائمة المشتبه بهم كل شخص كان على إتصال بجرائم القتل من خلال الوثائق المعاصرة للجرائم، ولو كان الإتصال بعيداً جداً، فضلاً عن العديد من الأسماء الشهيرة، إلا إن تحقيقات الشرطة لم تشمل هؤلاء قط. وبما أن جميع من كانوا على قيد الحياة في ذلك الوقت ميتون الآن، فقد أخذ المؤلفون المعاصرون حريتَهم في اتهام أي شخص «بدون الحاجة إلى أي دليل تاريخي يدعم كلامهم». وهناك ثلاثة أشخاص مشتبه بهم وردت أسماؤهم في وثائق الشرطة المعاصرة للجرائم في عام 1894، كما وردت في مذكرة السير ميلفيل مكناغتن، إلا إن الأدلة الواردة ضدهم عرضية وغير مباشرة.
ومع إن النظريات المتعلقة بهوية جاك السفاح ومهنته كثيرة ومتعددة، إلا أن السلطات لم توافق على أي منها، وقد بلغ عدد أسماء المشتبه بهم أكثر من مائة إسم.

## اقرأ أيضاً
- المشتبه بهم في قضية جاك السفاح
- متحف جاك السفاح
- جاك السفاح: الحل النهائي
- الجريمة بالتقليد

## وصلات خارجية
- الأرشيف الوطني: صور ونصوص من الرسائل التي تُنسب إلى جاك السفاح
- مقالة جاك السفاح - موسوعة بريتانيكا
- منتدى جاك السفاح